# Alexander Leslie (5e comte de Leven)
Alexander Leslie, 5e comte de Leven connu également sous le nom d'Alexander Melville (28 mai 1695 - 2 septembre 1754) est le fils de David Leslie (3e comte de Leven).

## Biographie
Il est Lord de la session de 1734 à 1754 ; Grand maître de la Grande Loge d’Écosse de 1741 à 1742 ; Haut-commissaire à l'Assemblée générale de l'Église d'Écosse de 1741 à 1753; pair représentant pour l’Écosse de 1747 à 1754 ; et Lord de police en 1754.

## Famille
Le 23 février 1721  il épouse Mary Erskine et ils ont un enfant:
- David Leslie (6e comte de Leven) (1722 – 1802)[4]

Mary meurt en 1723 et le 13 mars 1726  il épouse Elizabeth Monypenny. Ils ont quatre enfants:
- Mary Melville [6] (également Lady Mary Leslie (en) devenue romancière, née le 8 mai 1736 [7] )
- Alexander Leslie (1731-1794)
- Anne Melville (décédée en 1779)
- Elizabeth Melville (b. 1737, d. 1788), qui épouse John Hope (2e comte de Hopetoun)[2],[8]